# Barapireli
Barapireli es una comuna o municipio del círculo de Koro de la región de Mopti, en Malí. En abril de 2009 tenía una población censada de 12 929 habitantes.
Se encuentra ubicada en el centro del país, junto a la frontera con Burkina Faso.